# Янечек, Хелена
Хелена Янечек (итал. Helena Janeczek, род. 1964, Мюнхен) — немецко-итальянская писательница.

## Биография
Хелена Янечек родилась в Мюнхене в 1964 году в польской семье с еврейскими корнями, получившей немецкое гражданство. В 1983 году переехала в Италию. Она живёт в Галларате и работает в Милане. Хелена переводила произведения различных авторов с немецкого на итальянский язык. Участвует в многочисленных встречах, посвященных трагедии Холокоста, представляя своё видение по этому вопросу.

## Творчество
Свой первый поэтический сборник «На свежем воздухе: Поэзия» (нем. «Ins Freie: Gedichte») Хелена опубликовала в 1989 на немецком языке, в дальнейшем стала писать на итальянском. Её первый роман «Уроки тьмы» («Lezioni di tenebra») — представляет собой биографическое исследование истории её семьи — вышел в 1997 году в издательстве «Guanda». Роман получил Премию Багутта в номинации «Дебют». В 2002 году вышел в свет роман «Еда» («Cibo»), затем последовали «Чертова корова»(«Bloody Cow») и «Ласточки Монтекассино» («Le rondini di Montecassino»). В «Ласточках…» представлена история группы солдат, сражавшихся в
Битве под Монте-Кассино во время Второй мировой войны.
В 2017 году Хелена пишет романом «La Ragazza con la Leica» — «Девушка с „Лейкой“», получивший годом позднее Премию Стрега — самую престижную литературную премию Италии. Янечек, победившая остальных финалистов с 196 голосами, стала первой за 15 лет женщиной, получившей эту награду — в 2003 году Мелания Маццукко выиграла её с романом «Vita». Книга представляет собой историю жизни Герды Таро, которая стала первой женщиной-фотожурналистом, и погибла в 1937 году во время гражданской войны в Испании, её любви к венгерскому фотографу Роберту Капа, невероятных годах, проведённых в Париже, о её работе и призвании.